# 鮭魚級潛艇 (朝鮮)
鲑鱼级潜艇（英語：Yono class submarine），是朝鮮建造的微型潛艇。这个名称仅是国际所使用的通用代称，而该型潜艇在朝鲜的官方名称仍然不明。截至2010年5月，据报朝鲜拥有10艘鲑鱼级潜艇。

## 運用
在2010年天安号沉没事件中，國際認為韓國海軍天安号可能為此級潜水艇擊沈。據一些調查人員表示，用於攻擊的武器是朝鮮製造的CHT-02D魚雷，其中相當大的部分被韓國撈起。據稱，該魚雷的爆炸裝置不是經由接觸，而是在目標附近爆炸。爆炸形成強大的水柱，所謂的泡沫噴射流效果，用其冲击波攻击舰艇。 。朝鮮軍方高層官員否認國際調查結果，並表示朝鮮沒有類似的潛艇進行這次的攻擊。他們還澄清有關魚雷上發現的序號，“我們武器上的序號是用機器刻上去的。”韓國的《聯合新聞》援引韓國官員的話說，朝鮮有大約10艘Yono級潛艇。

## 出口
美國國會研究服務處表示，伊朗已經從朝鮮購買了幾艘微型潛艇 。而且這次交易可能涉鲑鱼级微型潜艇或南聯級(Yugo)微型潛艇（或譯成玉桂级潛艇；1998年被韓國漁船撈起，全體九名朝鮮乘員自殺。）。另有消息報導，朝鲜2002年向伊朗出口3艘的“大同2级”半潛艇。 從2006年開始，伊朗有幾艘國產微型潛艇下水服役。伊朗海軍在2007年推出了卡迪爾（Ghadir）級潛艇，有文件認為卡迪爾（Ghadir）級潛艇就是鲑鱼级潜艇。伊朗聲稱卡迪爾潛艇是一個完全獨立的設計，觀察家們一致認為是與朝鮮的南聯級微型潛艇，鲑鱼级微型潛艇，或是鯊魚級(Sang-O)潛艇（見1996年朝鲜特种部队对韩国渗透行动）有關，但是對於確切的種類觀察家們有不同的意見。伊朗另外又推出鯨魚級(Nahang)微型潛艇。

## 照片
- 伊朗微型潛艇照片
- 朝鲜南聯級（Yugo）潛艇 但是《凤凰网》誤以為是：“鲑鱼级”微型潜艇
- 朝鲜魚雷殘骸 （页面存档备份，存于）